# Сазанович Наталія В'ячеславівна
Наталія В'ячеславівна Сазанович (біл. Наталля Вячаславаўна Сазановіч, нар. 15 серпня 1973, Барановичі, Берестейська область, Білорусь) — білоруська легкоатлетка, що спеціалізується на багатоборстві, срібна призерка Олімпійських ігор 1996 року, бронзова призерка Олімпійських ігор 2000 року, призерка чемпіонатів світу та Європи.

## Кар'єра
| Рік                  | Змагання                      | Місто                | Місце                | Дисципліна           | Примітки             |
| Представник Білорусь | Представник Білорусь          | Представник Білорусь | Представник Білорусь | Представник Білорусь | Представник Білорусь |
| -------------------- | ----------------------------- | -------------------- | -------------------- | -------------------- | -------------------- |
| 1996                 | Олімпійські ігри              | Атланта, США         | 2                    | Семиборство          | 6563 PB              |
| 1997                 | Hypo-Meeting                  | Гетцис, Австрія      | 2                    | Семиборство          | 6442                 |
| 1997                 | Чемпіонат світу               | Афіни, Греція        | 5                    | Семиборство          | 6428                 |
| 1998                 | Чемпіонат Європи в приміщенні | Валенсія, Іспанія    | 12                   | Стрибки в довжину    | 5.35 м               |
| 1998                 | Hypo-Meeting                  | Гетцис, Австрія      | —                    | Семиборство          | DNF                  |
| 1998                 | Чемпіонат Європи              | Будапешт, Угорщина   | 3                    | Семиборство          | 6410                 |
| 2000                 | Hypo-Meeting                  | Гетцис, Австрія      | 9                    | Семиборство          | 6232                 |
| 2000                 | Олімпійські ігри              | Сідней, Австралія    | 3                    | Семиборство          | 6527                 |
| 2001                 | Чемпіонат світу в приміщенні  | Лісабон, Португалія  | 1                    | П'ятиборство         | 4850                 |
| 2001                 | Hypo-Meeting                  | Гетцис, Австрія      | 5                    | Семиборство          | 6402                 |
| 2001                 | Чемпіонат світу               | Едмонтон, Канада     | 2                    | Семиборство          | 6539                 |
| 2001                 | Ігри доброї волі              | Брисбен, Австралія   | 3                    | Семиборство          | 6323                 |
| 2002                 | Чемпіонат Європи              | Мюнхен, Німеччина    | 3                    | Семиборство          | 6341                 |
| 2003                 | Чемпіонат світу в приміщенні  | Бірмінгем, Англія    | 2                    | П'ятиборство         | 4715                 |
| 2003                 | Чемпіонат світу               | Париж, Франція       | 3                    | Семиборство          | 6524                 |
| 2004                 | Олімпійські ігри              | Афіни, Греція        | —                    | Семиборство          | DNF                  |